# Under Western Stars
Under Western Stars é um filme estadunidense de 1938, do gênero faroeste, dirigido por Joseph Kane e estrelado por Roy Rogers e Smiley Burnette.

## A produção
Idealizado pela Republic Pictures como mais um veículo para Gene Autry, o filme acabou por se tornar o primeiro estrelado por Roy Rogers. Isto porque, na época, Autry negociava um aumento de salário e Herbert J. Yates, para pressioná-lo, entregou o papel a Rogers. Este ás que Yates tirou da manga havia sido contratado — e mantido em segredo — por apenas 75 dólares semanais. No fim, todos ganharam: Rogers tornou-se um astro, Autry por fim conseguiu o que queria e Yates ficou com duas máquinas de fazer dinheiro.
Sob as Estrelas do Oeste foi um enorme sucesso, tanto de público quanto de crítica, e deslanchou a carreira de Rogers no estúdio, onde fez 81 faroestes B até 1951. Segundo Bosley Crowther, crítico do New York Times, "A Republic descobriu um novo Playboy do Faroeste (...) em Rogers, que fala como Gary Cooper, sorri como Shirley Temple e canta como Tito Guízar". Já o crítico da Variety, após elogiar todos os aspectos do filme e a atuação carismática do inexperiente Rogers, acertadamente vaticina para ele um futuro brilhante, inclusive junto ao público feminino.
A justificar sua condição de cowboy cantor, Rogers interpreta quatro canções, inclusive Dust, de Johnny Marvin, que recebeu uma indicação ao Oscar. Foi a única vez que uma produção estrelada pelo futuro Rei dos Cowboys foi distinguida pela Academia.
O filme é muito parecido com Rovin' Tumbleweeds, estrelado por Gene Autry no ano seguinte, com quem, por sinal, divide os mesmo roteiristas. O prolífico diretor Joseph Kane dirigiu todos os filmes de Rogers até meados de 1944, num total de quarenta e duas produções.
Sob as Estrelas do Oeste está em domínio público e, portanto, pode ser baixado gratuitamente no Internet Archive.

## Sinopse
Eleito senador por um estado do chamado Dust Bowl, Roy Rogers vai para Washington, D.C. com a missão de conseguir levar água para os rancheiros da região.

## Principais premiações
| Prêmio | Categoria              | Situação |
| ------ | ---------------------- | -------- |
| Oscar  | Melhor Canção Original | Indicado |

## Elenco
| Ator/Atriz      | Personagem        |
| --------------- | ----------------- |
| Roy Rogers      | Roy Rogers        |
| Smiley Burnette | Frog Millhouse    |
| Carol Hughes    | Eleanor Fairbanks |
| Guy Usher       | John Fairbanks    |
| Tom Chatterton  | Edward H. Marlowe |
| Kenneth Harlan  | Richards          |
| Alden Chase     | Tom Andrews       |
| Brandon Beach   | Senador Wilson    |
| Earl Dwire      | Prefeito Biggs    |